# Élections législatives de 1795 dans l'Aisne
Les élections législatives françaises de 1795 se déroulent du 12 au 21 octobre 1795. Dans l'Aisne, neuf députés – trois au Conseil des Anciens et six au Conseil des Cinq-Cents – sont à élire dans le cadre d'un scrutin plurinominal majoritaire.

## Mode de scrutin
Le décret du 13 fructidor an III (11 septembre 1795) demande aux assemblées d'électeurs – réunies au chef-lieu de département et composées de grands électeurs élus par les électeurs actifs – de fournir pour chaque département, successivement :
- une liste principale, d'un nombre correspondant aux deux tiers des membres qu'elle doit fournir, en les choisissant soit dans la députation actuelle de leur département, soit parmi tous les autres membres de la convention (sauf ceux décrétés d'accusation ou d'arrestation);
- une liste supplémentaire de membres pris également sur la totalité de la Convention, d'un nombre triple de la première liste;
- enfin, une liste pour le dernier tiers à élire, pris soit sur les membres de la Convention, soit au dehors.

La loi portant convocation des assemblées électorales du 1er vendémiaire an IV (13 septembre 1795) dispose que, pour le département de l'Aisne :
- la liste principale comportera 7 membres ;
- la liste complémentaire comportera 21 membres ;
- la liste du nouveau tiers comportera 3 membres.

Enfin, par exception à la Constitution de l'an III, la dernière séance de la Convention nationale du 27 octobre 1795 a pour objet le tirage au sort des 250 députés élus qui siégeront au Conseil des Anciens, les autres se trouvant de facto au Conseil des Cinq-Cents.

## Élus

### Élus au Conseil des Anciens
| Député élu ou réélu       |  | Parti         |
| ------------------------- |  | ------------- |
| Jean Debourges            |  | Thermidoriens |
| Jean-Barthélémy de Launoy |  | Clichyens     |
| Jean-François Belin*      |  | Thermidoriens |

* Le nombre de conventionnels désignés par le collège électoral de l'Aisne étant insuffisant, la Convention nationale, réunie en collège électoral de France, désigne M. Belin comme représentant du département au conseil des Anciens.

### Élus au Conseil des Cinq-Cents
| Député élu ou réélu               |  | Parti         |
| --------------------------------- |  | ------------- |
| Jacques-Charles-Gabriel Delahaye  |  | Clichyens     |
| Juste Rameau de La Cérée          |  | Thermidoriens |
| Charles Duuez                     |  | Thermidoriens |
| Louis Henri René Dequin           |  | Thermidoriens |
| Jean-Jacques Fiquet*              |  | Thermidoriens |
| Jean Philbert Le Carlier d'Ardon* |  | Thermidoriens |

* Le nombre de conventionnels désignés par le collège électoral de l'Aisne étant insuffisant, la Convention nationale, réunie en collège électoral de France, désigne MM. Fiquet et Le Carlier d'Ardon comme représentants du département au conseil des Cinq Cents.

## Résultats

### Résultats globaux
En gras, les députés représentant l'Aisne au Conseil des Anciens et au Conseil des Cinq-Cents après les élections de 1795.

#### Liste principale
1. Boissy-d'Anglas (François-Antoine),
2. Lanjuinais (Jean-Denis),
3. Henry-Larivière (Pierre-François-Joachim),
4. Durand-Maillane (Pierre-Toussaint),
5. Jacques-Charles-Gabriel Delahaye,
6. Pierret (Joseph-Nicolas),
7. Pelet [de la Lozère] (Jean),

#### Liste supplémentaire
1. Piette,
2. Kervelegan,
3. Mollevaut,
4. Vernier,
5. Morisson,
6. Viennet,
7. Dautriche,
8. Laurenceot,
9. Juste Rameau de La Cérée,
10. Pémartin,
11. Gaudin,
12. Jean Debourges,
13. Rouzet,
14. Brisson,
15. Saurine,
16. Jard-Panvillier,
17. Sauvé,
18. Mesnard (sans doute Meynard),
19. Dubois [du Haut-Rhin]
20. Martinel,
21. Villar.

#### Députés du nouveau tiers
- Debatz-Montarlier l'aîné (Jacques-Louis-Constant), demeurant à Soissons, refuse,

1. Charles Duuez, négociant à Saint-Quentin,
2. Louis Henri René Dequin, accusateur public près le tribunal criminel du département,
3. Jean-Barthélémy de Launoy, homme de loi à Vervins.